# Ithycythara penelope
Ithycythara penelope é uma espécie de gastrópode do gênero Ithycythara, pertencente a família Mangeliidae.